# Till alla killar jag har gillat
Till alla killar jag har gillat (engelska: To All the Boys I've Loved Before) är en amerikansk tonårsfilm/romantisk komedifilm från 2018 regisserad av Susan Johnson, med manus av Sofia Alvarez. Filmen är baserad på Jenny Hans roman med samma namn från 2014, och har skådespelarna Lana Condor, Noah Centineo, Janel Parrish, Anna Cathcart, Madeleine Arthur, Emilija Baranac, Israel Broussard och John Corbett i huvudrollerna. Officiell streamingpremiär på Netflix var den 17 augusti 2018.
Till alla killar jag har gillat är den första delen i den så kallade Till alla killar-serien. Den följdes av Till alla killar: PS. Jag gillar dig fortfarande 2020 och Till alla killar: Nu och för alltid 2021. Spinoffserien XO, Kitty släpptes på Netflix våren 2023.

## Handling
Filmens handling kretsar kring den blyga tonårstjejen Lara Jean Covey, som en dag får hela sin lugna och anonyma tillvaro krossad, när hon får reda på att de fem kärleksbrev som hon tidigare har skrivit har kommit fram till de killar som hon tidigare har haft så starka känslor för.

## Rollista

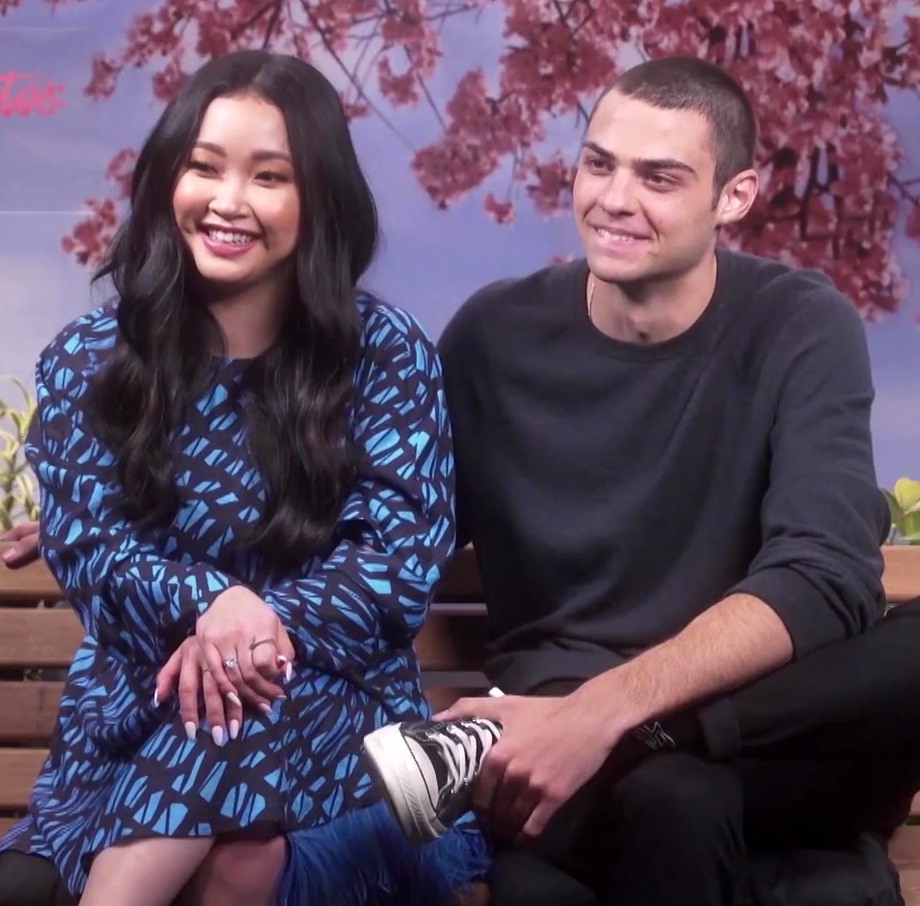
Lana Condor (till vänster) och Noah Centineo (till höger), de två ledande skådespelarna i Till alla killar-filmerna.

| Lana Condor      | – Lara Jean Covey              |
| Noah Centineo    | – Peter Kavinsky               |
| Janel Parrish    | – Margot Covey                 |
| Anna Cathcart    | – Katherine "Kitty" Covey      |
| Andrew Bachelor  | – Greg                         |
| Trezzo Mahoro    | – Lucas                        |
| Madeleine Arthur | – Christine                    |
| Emilija Baranac  | – Gen (smeknamn för Genevieve) |
| Israel Broussard | – Josh                         |
| John Corbett     | – Dr. Dan Covey                |
| Kelcey Mawema    | – Emily                        |
| Julia Benson     | – Ms. Kavinsky                 |
| Joey Pachecho    | – Owen Kavinsky                |
| Edward Kewin     | – Kenny                        |
| Jordan Burtchett | – John Ambrose McClaren        |
| June B. Wilde    | – Joan                         |